# A sötét víz kalózai
A sötét víz kalózai (eredeti címén The Pirates of Dark Water) amerikai televíziós rajzfilmsorozat, amelyet a Hanna-Barbera készített. A sorozatot 1991. február 25. és 1993. május 23. között az ABC, majd a First-run syndication adta le.

## Ismertető
Az idegen Mer bolygót elnyeli a sötét víz. Ren, a fiatal herceg csak akkor tudja megakadályozni ezt a folyamatot, ha megtalálja a királyság 13 kincsét. Az ő oldalán áll egy furcsa, de hűséges kalózbanda. Ellensége, a gonosz Bloth, aki mindent megtesz azért, hogy megszerezze a kincseket. Izgalmas kalandok várják a sötét víz kalózait!

## Magyar megjelenések
Magyarországon csupán négy videókazettán jelent meg. Az első 13 epizódból magyar szinkron készült, de a másik 8 epizód viszont nem, mert angolul volt. Videókazettán jelentek meg 1994-ben a ZOOM Kft. gondozásában. Ezen a négy kiadványon 13 epizód volt látható.

## Magyar hangok
| Szereplő        | Eredeti hang                                             | Magyar hang                                       | Leírás |
| --------------- | -------------------------------------------------------- | ------------------------------------------------- | ------ |
| Ren             | George Newbern                                           | Bor Zoltán                                        |        |
| Niddler         | Roddy McDowall ("Sötét Víz" minisorozatban) Frank Welker | Szokol Péter                                      |        |
| Tula            | Jodi Benson                                              | Riha Zsófi (5 részben) Kocsis Judit (8 részben)   |        |
| Ioz             | Héctor Elizondo (1. évadban), Jim Cummings (2. évadban)  | Galambos Péter                                    |        |
| Zoolie          | Richard Gautier                                          | Varga Tamás, Várkonyi András                      |        |
| Teron           | Dan O’Herlihy                                            | Pataky Imre (5 részben) Makay Sándor (6. részben) |        |
| Bloth           | Brock Peters                                             | Kardos Gábor                                      |        |
| Mantus          | Peter Cullen                                             | Varga Tamás                                       |        |
| Konk            | Tim Curry                                                | Garai Róbert                                      |        |
| Lugg fivérek    | Earl Boen Frank Welker                                   | F. Nagy Zoltán                                    |        |
| A sötét víz ura | Frank Welker                                             | Orosz István                                      |        |
| Morpho          | Frank Welker                                             | –                                                 |        |
| Joat            | Andre Stojka                                             | –                                                 |        |

- További magyar hangok: Antal László, Barbinek Péter, Bartucz Attila, Csíkos Gábor, Csuha Lajos, F. Nagy Zoltán, Imre István, Kassai Ilona, Némedi Mari, Orosz István, Papp Ágnes, Szűcs Sándor, Varga Tamás, Várkonyi András, Verebély Iván, Vizy György, Wohlmuth István

## Epizódok
| #            | #   | Magyar cím               | Eredeti cím                | Eredeti premier    |
| ------------ | --- | ------------------------ | -------------------------- | ------------------ |
|              |     |                          |                            |                    |
| ELSŐ ÉVAD    |     |                          |                            |                    |
| 01.          | 01. | A küldetés               | The Quest                  | 1991. február 25.  |
|              |     |                          |                            |                    |
| 02.          | 02. | Gyalázat                 | Dishonour                  | 1991. február 26.  |
|              |     |                          |                            |                    |
| 03.          | 03. | Lázadás                  | Break Up                   | 1991. február 27.  |
|              |     |                          |                            |                    |
| 04.          | 04. | Árulás                   | Betrayal                   | 1991. február 28.  |
|              |     |                          |                            |                    |
| 05.          | 05. | Győzelem                 | Victory                    | 1991. március 1.   |
|              |     |                          |                            |                    |
| 06.          | 06. | Andorus                  | Andorus                    | 1991. október 19.  |
|              |     |                          |                            |                    |
| 07.          | 07. | Egy csepp sötétség       | A Drop of Darkness         | 1991. október 26.  |
|              |     |                          |                            |                    |
| 08.          | 08. | A harang és a szörnyeteg | The Beast and the Bell     | 1991. november 2.  |
|              |     |                          |                            |                    |
| 09.          | 09. | Panacea                  | Panacea                    | 1991. november 9.  |
|              |     |                          |                            |                    |
| 10.          | 10. | Niddler a király         | King Niddler               | 1991. november 16. |
|              |     |                          |                            |                    |
| 11.          | 11. | A gyűjtemény             | The Collection             | 1991. november 23. |
|              |     |                          |                            |                    |
| 12.          | 12. | A kis leviatán           | The Little Leviathan       | 1991. november 30. |
|              |     |                          |                            |                    |
| 13.          | 13. | A Sötét Víz Ura          | The Darkdweller            | 1991. december 7.  |
|              |     |                          |                            |                    |
| MÁSODIK ÉVAD |     |                          |                            |                    |
|              |     |                          |                            |                    |
| 14.          | 01. | –                        | The Dark Disciples         | 1992. november 8.  |
|              |     |                          |                            |                    |
| 15.          | 02. | –                        | The Ghost Pirates          | 1992. november 16. |
|              |     |                          |                            |                    |
| 16.          | 03. | –                        | The Dagron Master          | 1992. november 22. |
|              |     |                          |                            |                    |
| 17.          | 04. | –                        | The Game Players of Undaar | 1992. november 29. |
|              |     |                          |                            |                    |
| 18.          | 05. | –                        | The Pandawa Plague         | 1993. május 2.     |
|              |     |                          |                            |                    |
| 19.          | 06. | –                        | Sister of the Sword        | 1993. május 9.     |
|              |     |                          |                            |                    |
| 20.          | 07. | –                        | The Soul Stealer           | 1993. május 16.    |
|              |     |                          |                            |                    |
| 21.          | 08. | –                        | The Living Treasure        | 1993. május 23.    |